# Austria Wiedeń
FK Austria Wiedeń – austriacki klub piłkarski z siedzibą w Wiedniu, założony 12 marca 1911 roku, po Rapidzie Wiedeń druga najbardziej utytułowana drużyna piłkarska w swoim kraju.

## Historia
Klub został założony 29 października 1910 i już przed II wojną światową należał do czołowych zespołów austriackich (swoje pierwsze mistrzostwo zdobył w 1924). W 1926 przekształcił się z amatorskiego w profesjonalny. W latach 30. odnosił sukcesy na arenie międzynarodowej, zdobywając dwukrotnie najważniejsze międzynarodowe trofeum klubowe środkowej Europy, Puchar Mitropa w 1933 i 1936. Najwybitniejszym graczem Austrii okresu przedwojennego był Matthias Sindelar, legenda reprezentacji Austrii, gracz słynnego Wunderteamu. Po Anschlussie w 1938 roku wielu działaczy i piłkarzy Austrii, pochodzenia żydowskiego opuściło klub i kraj lub zostało zamordowanych przez nazistowski reżim. W niewyjaśnionych okolicznościach zmarł również lider zespołu Sindelar. W tym okresie Austria Wiedeń nie odnosiła znaczących sukcesów, do takich można jednak zaliczyć zachowanie tradycyjnej nazwy, mimo nacisków nazistów.
Po II wojnie światowej Austria zaliczała się do najlepszych klubów Bundesligi wraz z Rapidem Wiedeń, głównym rywalem. Potwierdzeniem tego były wielokrotnie zdobywane tytuły mistrza Austrii i zwycięstwa w Pucharze Austrii. Złotym wiekiem nazywane są lata 60., w których Austria zdobyła trzy mistrzostwa kraju z rzędu (1961, 1962, 1963). Do najważniejszych gwiazd zespołu tego okresu należą trener Ernst Ocwirk oraz piłkarze Horst Nemec, Ernst Fiala, Johann Geyer i Horst Hirnschrodt. W latach 70. i 80. piłkarze Austrii dominowali w rodzimej lidze. Doszli również w 1978 do finału Pucharu Zdobywców Pucharów, w którym przegrali z Anderlechtem 0:4 oraz do półfinału Pucharu Mistrzów w 1979. Do liderów zespołu w tym okresie zaliczali się Herbert Prohaska i Toni Polster.

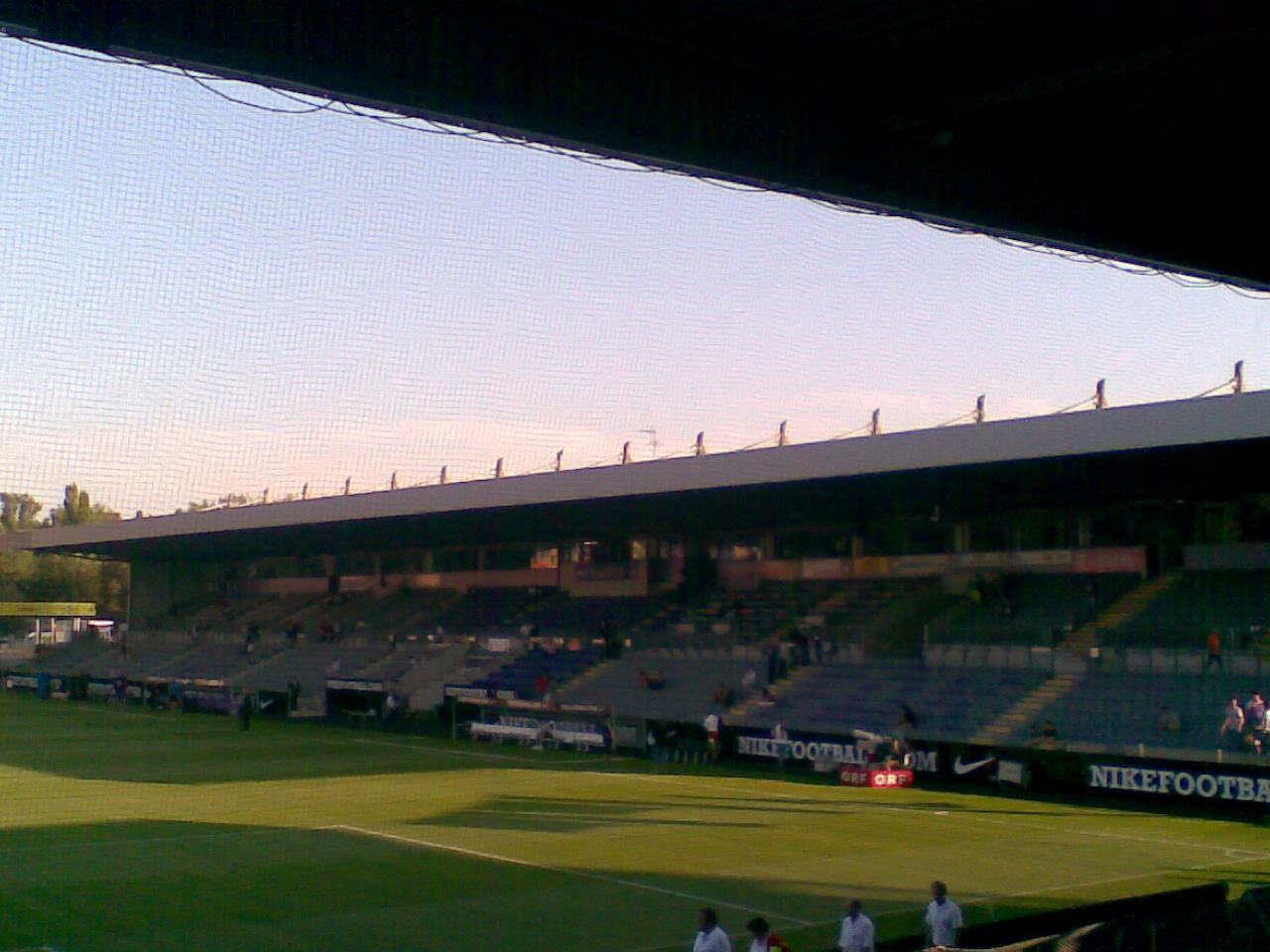
Południowa trybuna na Franz-Horr-Stadion.

W latach 90. Austria również należała do czołowych drużyn, jednak od 1993 roku nie potrafiła wywalczyć mistrzostwa kraju. W 1997 roku, w Pucharze Intertoto Austria uległa w Wiedniu Odrze Wodzisław Śląski 5:1. Kolejne sukcesy przyszły wraz z wykupieniem klubu przez Franka Stronacha w 1999 roku. Zainwestował on w klub wiele pieniędzy, kupując wielu znanych graczy, co zaowocowało mistrzostwem kraju i Pucharem Austrii w 2003 roku. Lata 1999–2004 były również okresem, w którym zespół nosił nazwę FK Austria Memphis Magna, pochodzącą od nazwy konsorcjum nowego właściciela. W 2004 roku powrócono do poprzedniej nazwy.
Podczas sezonu 2004/2005 Austria Wiedeń odniosła największy od 1978 roku sukces w międzynarodowych pucharach, docierając do ćwierćfinału Pucharu UEFA, gdzie odpadła z rozgrywek po dwóch remisach z zespołem Parmy. 2005 rok przyniósł drużynie zwycięstwo w Pucharze Austrii. W listopadzie 2005 roku Frank Stronach zrezygnował ze swojego stanowiska co spowodowało również odejście w kolejnym letnim okienku transferowym kluczowych zawodników klubu takich jak Roland Linz, Vladimír Janočko, Joey Didulica, Libor Sionko, Filip Šebo czy Sigurd Rushfeldt. Sezon 2005/06 zespół zakończył z tytułem Mistrza Austrii i z Pucharem Austrii.
Mimo utraty kluczowych zawodników i ze znacznie ograniczonym budżetem, w sezonie 2006/2007 Austria Wiedeń po raz kolejny z rzędu zdobyła Puchar Austrii oraz zdołała zakwalifikować się do fazy grupowej Pucharu UEFA (po wygranej z Legią Warszawa 2:1 w dwumeczu) wcześniej odpadając z Ligi Mistrzów po przegranej z Benfiką Lizbona w rundzie wstępnej. Nowym dyrektorem generalnym został Thomas Parits, który zarządza klubem do dziś.
Latem 2008 roku zespół po raz kolejny został osłabiony przez odejście kluczowych zawodników, w tym Yüksela Sariyara, który opuścił Austrię na rzecz drugoligowego, nowego zespołu Franka Stronacha FC Magna. W sezonie 2012/13 Austria zdobyła 24. tytuł mistrzowski, wyprzedzając Red Bull Salzburg, ale przegrywając niespodziewanie w finale Pucharu Austrii z zespołem SV Pasching. W sierpniu 2013 roku Austria Wiedeń pierwszy raz w historii zakwalifikowała się do fazy grupowej Ligi Mistrzów, pokonując od III rundy kwalifikacyjnej zespoły Hafnarfjarðar i Dinamo Zagrzeb. W grupie z Atlético Madryt, Zenitem Petersburg i FC Porto zajęła ostatnie miejsce.
W sezonie 2022/2023 Austria zajęła ostatnie miejsce w grupie C Ligi Konferencji Europy UEFA, za Villarrealem, Lechem Poznań i Hapoelem Beer Szewa.

## Sukcesy
- Mistrzostwo Austrii: 1924, 1926, 1949, 1950, 1953, 1961, 1962, 1963, 1969, 1970, 1976, 1978, 1979, 1980, 1981, 1984, 1985, 1986, 1991, 1992, 1993, 2003, 2006, 2013
- Puchar Austrii: 1921, 1924, 1925, 1926, 1933, 1935, 1936, 1948, 1949, 1960, 1962, 1963, 1967, 1971, 1974, 1977, 1980, 1982, 1986, 1990, 1992, 1994, 2003, 2005, 2006, 2007, 2009
- Superpuchar Austrii: 1990, 1991, 1992, 1993, 2003, 2004
- Finalista Pucharu Zdobywców Pucharów: 1978
- Puchar Mitropa: 1933, 1936

## Lista trenerów
| Imię i nazwisko                  | Kraj           | Lata                                   |
| -------------------------------- | -------------- | -------------------------------------- |
| Jimmy Hogan                      | Anglia         | 1911–12                                |
| Hugo Meisl                       | Austria        | 1912–13                                |
| brak                             |                | 1914-18                                |
| Johann Andres                    | Austria        | 1919–21                                |
| Gustav Lanzer                    | Austria        | 1922–27                                |
| Robert Lang                      | Austria        | 1928–30                                |
| Karl Kurz                        | Austria        | 1930–31                                |
| Rudolf Seidl                     | Austria        | 1931–32                                |
| Karl Schrott                     | Austria        | 1933                                   |
| Josef Blum                       | Austria        | 1933–35                                |
| Jenő Konrád                      | Węgry          | 1935–36                                |
| Walter Nausch                    | Austria        | 1936–37                                |
| Matthias Sindelar                | Austria        | 1937–38                                |
| Josef Schneider                  | Austria        | 1939–40                                |
| Karl Schneider                   | Austria        | 1941–42                                |
| brak                             |                | 1943–45                                |
| Karl Geyer                       | Austria        | 1945                                   |
| Heinrich Müller                  | Austria        | 1946–54                                |
| Walter Nausch                    | Austria        | 1954–1955                              |
| Leopold Vogl                     | Austria        | 1956–57                                |
| Karl Adamek                      | Austria        | 1957–58                                |
| Josef Smistik                    | Austria        | 1958–59                                |
| Walter Probst                    | Austria        | 1959–60                                |
| Karl Schlechta                   | Austria        | 1960–62                                |
| Eduard Frühwirth                 | Austria        | 1962–64                                |
| Ernst Ocwirk                     | Austria        | 1 lipca 1965 – 30 czerwca 1970         |
| Heinrich „Wudi” Müller           | Austria        | 1 lipca 1971 – 30 czerwca 1972         |
| Karl Stotz                       | Austria        | 1 czerwca 1972 – 15 marca 1973         |
| Béla Guttmann                    |                | 16 marca 1973 – 31 maja 1973           |
| Josef Pecanka                    | Austria        | 1973–74                                |
| Josef Argauer                    | Austria        | 1974                                   |
| Robert Dienst                    | Austria        | 1974–75                                |
| Johann Löser                     | Austria        | 1 stycznia 1975 – 30 czerwca 1975      |
| Karl Stotz                       | Austria        | 1 lipca 1975 – 30 czerwca 1977         |
| Hermann Stessl                   | Austria        | 1 lipca 1977 – 31 maja 1979            |
| Erich Hof                        | Austria        | 1 lipca 1979 – 31 marca 1982           |
| Václav Halama                    | Czechosłowacja | 1 kwietnia 1982 – 30 czerwca 1984      |
| Thomas Parits                    | Austria        | 1 lipca 1984 – 30 czerwca 1985         |
| Hermann Stessl                   | Austria        | 1 lipca 1985 – 30 czerwca 1986         |
| Thomas Parits                    | Austria        | 1 lipca 1986 – 30 czerwca 1987         |
| Karl Stotz                       | Austria        | 1 lipca 1987 – 11 października 1987    |
| Ferdinand Janotka                | Austria        | 12 października 1987 – 30 czerwca 1988 |
| August Starek                    | Austria        | 1 lipca 1988 – 17 listopada 1988       |
| Robert Sara                      | Austria        | 17 listopada 1988 – 31 grudnia 1988    |
| Erich Hof                        | Austria        | 1 stycznia 1989 – 28 marca 1990        |
| Herbert Prohaska                 | Austria        | 28 marca 1990 – 9 czerwca 1992         |
| Hermann Stessl                   | Austria        | 1 lipca 1992 – 31 maja 1993            |
| Josef Hickersberger              | Austria        | 1 lipca 1993 – 30 czerwca 1994         |
| Egon Coordes                     | Niemcy         | 1 lipca 1994 – 30 czerwca 1995         |
| Horst Hrubesch                   | Niemcy         | 1 lipca 1995 – 30 czerwca 1996         |
| Walter Skocik                    | Austria        | 1 lipca 1996 – 15 kwietnia 1997        |
| Wolfgang Frank                   | Niemcy         | 26 kwietnia 1997 – 8 kwietnia 1998     |
| Robert Sara (tymczasowo)         | Austria        | 9 kwietnia 1998 – 17 maja 1998         |
| Zdenko Verdenik                  | Słowenia       | 17 maja 1998 – 2 kwietnia 1999         |
| Friedrich Koncilia (tymczasowo)  | Austria        | 2 kwietnia 1999 – 30 maja 1999         |
| Herbert Prohaska                 | Austria        | 1 czerwca 1999 – 3 maja 2000           |
| Ernst Baumeister (tymczasowo)    | Austria        | 3 maja 2000 – 31 maja 2000             |
| Heinz Hochhauser                 | Austria        | 1 czerwca 2000 – 12 marca 2001         |
| Arie Haan                        | Holandia       | 12 marca 2001 – 13 sierpnia 2001       |
| Anton Pfeffer                    | Austria        | 12 sierpnia 2001 – 21 grudnia 2001     |
| Walter Hörmann                   | Austria        | 14 sierpnia 2001 – 31 grudnia 2001     |
| Dietmar Constantini (tymczasowo) | Austria        | 1 stycznia 2002 – 31 maja 2002         |
| Walter Schachner                 | Austria        | 1 lipca 2002 – 4 października 2002     |
| Christoph Daum                   | Niemcy         | 4 października 2002 – 30 czerwca 2003  |
| Joachim Löw                      | Niemcy         | 1 lipca 2003 – 24 marca 2004           |
| Lars Søndergaard                 | Dania          | marzec 2004 – 5 maja 2004              |
| Peter Stöger                     | Austria        | 6 maja 2005 – 31 grudnia 2005          |
| Frank Schinkels                  | Austria        | 1 stycznia 2006 – 23 października 2006 |
| Georg Zellhofer                  | Austria        | 23 października 2006 – 19 marca 2008   |
| Dietmar Constantini (tymczasowo) | Austria        | 19 marca 2008 – 26 kwietnia 2008       |
| Karl Daxbacher                   | Austria        | 21 maja 2008 – 21 grudnia 2011         |
| Ivica Vastić                     | Austria        | 21 grudnia 2011 – 21 maja 2012         |
| Peter Stöger                     | Austria        | 11 czerwca 2012 – 18 czerwca 2013      |
| Nenad Bjelica                    | Chorwacja      | 17 czerwca 2013 – 16 lutego 2014       |
| Herbert Gager (tymczasowo)       | Austria        | 16 lutego 2014 – 27 maja 2014          |
| Gerald Baumgartner               | Austria        | 27 maja 2014 – 22 marca 2015           |
| Andreas Ogris                    | Austria        | 22 marca 2015 – 30 czerwca 2015        |
| Thorsten Fink                    | Niemcy         | 1 lipca 2015 – 27 lutego 2018          |
| Thomas Letsch                    | Austria        | 27 lutego 2018 – 11 marca 2019         |

## Obecny skład
Stan na 19 stycznia 2023
| Nr | Poz. | Piłkarz                                  |
| -- | ---- | ---------------------------------------- |
| 1  | BR   | Christian Früchtl                        |
| 3  | OB   | Lucas Galvão                             |
| 4  | OB   | Ziad El Sheiwi                           |
| 5  | OB   | Matan Baltaxa                            |
| 7  | PO   | Can Keles                                |
| 8  | PO   | James Holland                            |
| 9  | NA   | Muharem Huskovic                         |
| 10 | NA   | Nikola Dovedan                           |
| 11 | NA   | Manuel Polster                           |
| 13 | BR   | Lukas Wedl                               |
| 16 | OB   | Doron Leidner (wypożyczony z Olympiacos) |
| 17 | NA   | Andreas Gruber                           |
| 20 | OB   | Lukas Mühl                               |
| 22 | PO   | Florian Wustinger                        |
| 23 | PO   | Matthias Braunöder                       |

| Nr | Poz. | Piłkarz                                    |
| -- | ---- | ------------------------------------------ |
| 25 | NA   | Haris Tabaković                            |
| 26 | PO   | Reinhold Ranftl (wypożyczony z Schalke 04) |
| 27 | NA   | Romeo Vucic                                |
| 29 | NA   | Marko Raguž                                |
| 30 | PO   | Manfred Fischer                            |
| 36 | NA   | Dominik Fitz                               |
| 39 | PO   | Georg Teigl                                |
| 40 | OB   | Matteo Meisl                               |
| 43 | PO   | Armand Srmcka                              |
| 44 | NA   | Ibrahima Dramé                             |
| 46 | OB   | Johannes Handl                             |
| 47 | PO   | Dario Kreiker                              |
| 66 | OB   | Marvin da Graça                            |
| 77 | PO   | Aleksandar Jukic                           |
| 99 | BR   | Mirko Kos                                  |